# 熱力学的平衡
熱力学的平衡（ねつりきがくてきへいこう、英語: thermodynamic equilibrium）は、熱力学的系が熱的、力学的、化学的に平衡であることをいう。このような状態では、物質やエネルギー（熱）の正味の流れや相転移（氷から水への変化など）も含めて熱力学的（巨視的）状態量は変化しない。逆に言えば、系の状態が変化するときは多少なりとも熱力学的平衡からずれていることを意味する。極限として、限りなく熱力学的平衡に近い状態を保って行われる状態変化は、準静的変化とよばれる。また、系が熱力学的平衡であるとき、あるいは局所的に平衡とみなせる部分について、系の温度や圧力などの示強性状態量を定義することができる。
熱力学的に非平衡 (non-equilibrium) であるとは、上記の熱的、力学的、化学的平衡のいずれかが満たされていない状態であり、系に物質またはエネルギーの正味の流れ、あるいは相転移などが生じる。またこのような非平衡状態は不安定であるため別の状態へ転移するが、転移速度が極めて遅いために不安定な状態が維持される場合、この状態を準安定状態という。

## 概要
古典的な熱力学は、巨視的な意味での平衡状態をおもな対象としている。
熱力学的平衡とは、巨視的（熱力学的）状態量が一定の値を保持し、変化しない状態のことをいう。

### 熱力学的平衡の条件
注目する状態量に対応した次の３種類の平衡を、総称して熱力学的平衡という。
熱的平衡二つの物体を透熱壁を介して接触させても熱の移動が生じないとき、両物体は熱平衡の状態にある。熱力学第ゼロ法則より、これは両者の温度が互いに等しいことを意味する。
力学的平衡二つの物体の間に不つり合いな力が作用していないとき、両物体は力学的平衡の状態にある。これは両者の圧力（またはそれに相当するもの）が互いに等しいことを意味する。
化学的平衡二つの物体を接触させたとき、化学反応による構成成分の変化や、拡散・溶融・相変化等による物質の移動が生じないとき、両物体は化学平衡 の状態にある(物質移動は物理変化であるが、化学平衡に含めて扱われる)。この場合には、化学変化前後または各独立成分の化学ポテンシャルが互いに等しいことを意味する。
比較の対象となる両物体として、系内の異なる部分間の場合、または系と外界(系外の物体)との間の場合の、いずれにも用いられる。

### 種々の系の平衡条件
系の受熱量を dQ、仕事出力を dW とし、系の圧力を P、体積を V、温度を T、エントロピーを S、内部エネルギーを U と表す。
熱力学第二法則 より dS - dQ/T > 0 が成立する。
また、熱力学第一法則 dQ = dU + dW で力学的平衡を仮定して dW = PdV と近似し、これを第二法則に用いると、dU + PdV - TdS < 0 が成立する。
したがって、ある状態が安定な平衡状態であるための条件は、その状態を始点とするすべての仮想的な変化（d に代えて δ で表す）が δS - δQ/T ≤ 0 または δU + PδV - TδS ≥ 0 となる（つまり、生起し得ない）ことである。
系の取り得る状態変化にいくつかの条件を加えれば、上記の平衡条件を下記の熱力学ポテンシャル等の極値条件として表すことができる。
U ：内部エネルギー
H = U + PV ：エンタルピー
F = U - TS ：ヘルムホルツの自由エネルギー
G = F + PV = H - TS ：ギブズの自由エネルギー
そのいくつかの例を以下に示す。

#### 断熱系
熱の出入りのない系では、δQ=0 と置くことにより、任意の仮想変化に対して δS≤0 となる。
- 外界と熱の出入りのない断熱系において熱力学的平衡となる条件は、系のエントロピー S が極大となることである。

#### 等エントロピー系
断熱系で生じる変化ではエントロピーが増加するが、その後（または並行して）可逆的にある量の熱を除去すれば、エントロピーを一定に保つことができる。
この際には、同時に系の内部エネルギー（またはエンタルピー）がその分だけ減少する。
このすべての変化を等積または等圧のもとで行えば、次の結果が得られる。
- エントロピーと体積が一定に保たれた系の平衡条件は、内部エネルギー U が極小となることである。
- エントロピーと圧力が一定に保たれた系の平衡条件は、エンタルピー H が極小となることである。

このことは、一般の力学的系の安定条件と同等である。

#### 等温系
一定温度の外界との間で十分な熱交換を行えば、系は等温となる。
T=const. として、さらに δV=0 または P=const. と置くことにより、次の結果が得られる。
- 温度と体積が一定に保たれた系の平衡条件は、ヘルムホルツの自由エネルギー F が極小となることである。
- 温度と圧力が一定に保たれた系の平衡条件は、ギブズの自由エネルギー G が極小となることである。

## 局所熱力学平衡と大域的熱力学平衡
局所的な熱力学平衡と大域的な熱力学平衡とを区別することは重要である。熱力学において、一つの系の内部で、あるいは系と系との間、あるいは外界との何らかのやりとりは示強性の変数によって制御される。例えば、温度は熱のやりとりを制御する物理量である。
大域的熱力学平衡 (Global thermodynamic equilibrium, GTE) とは、あらゆる示強性変数が系全体で一様になっていることで、局所熱力学平衡 (Local thermodynamic equilibrium, LTE) とは、示強性変数は時間的にも空間的にも変化するが、その変化が非常に緩やかで、
あらゆる場所がその周囲と熱力学的平衡状態になっていると見なせることを意味する。
もし、系を記述する示強性変数が極端な変化を要請されたなら、それらの示強性変数はそもそも定義できなくなってしまい、系の状態は大域的平衡でも局所平衡でもなくなる。
局所熱力学平衡は充分多数の粒子集団に対してのみ適用できる、ということに注意すべきである。例として、局所熱力学平衡は通常、質量を持つ粒子についてのみ適用される。放射気体中で、光子の放出と吸収は熱力学的平衡にある必要はなく、気体を構成する粒子たちが局所平衡にあるために必要となることもない。あるいは、自由電子が平衡状態になることすらも、より大きな質量を持つ原子や分子たちが局所平衡を実現するために必要でないと考えられる場合もある。
一つの例として、氷を一つ、水に浮かべたグラスの中においても局所平衡は成り立つ。グラスの中の温度は、局所平衡であるため、各点でそれぞれ温度が定義でき、また、氷に近いところほどより温度が低い。ある与えられた点で近傍の水分子のエネルギーを測定できたとすると、分子のエネルギー分布はある温度に対するマクスウェル=ボルツマン分布になるだろう。また別の点の近傍での水分子のエネルギーを測定すると、今度はまた別の温度に対応するマクスウェル=ボルツマン分布が見られるだろう。
氷水の例から分かる通り、局所熱力学平衡は、局所的にも大域的にも、定常的であることを要求しない。言い換えると、いずれの場所でも温度が一定である必要はない。しかし、どの点においてもその変化は充分に遅く、そこに含まれる分子集団の速度分布は、ほとんどマクスウェル・ボルツマン分布と見なせるものでなければならない。大域的非平衡状態は、外界と系との間でやりとりをし続ければ、安定に保つことができる。
大域的に安定な定常状態は、例えば、水の入ったグラスに細かく摩り下ろした氷を水で解ける分を補うように加え、また解けた水を流し続けることによっても実現できる。輸送現象とは、系を局所平衡から大域的平衡へ促す過程のことである。またグラスの水を例にとれば、熱の拡散はグラスの中の水を大域的熱力学平衡へ導くものであり、大域的に平衡となれば、グラスの中の温度は完全に一様になる。

## 統計力学
統計力学での定義は、熱力学系の構成粒子のエネルギー分布がマクスウェル=ボルツマン分布に従う場合、熱力学的平衡にあるとされる。この定義を使用すると、系の温度を一意的に決定することができる。系が熱力学的平衡へと至るプロセスを熱平衡化と呼ぶ。熱平衡化が見られる例としては、マックスウェル=ボルツマン分布に従わない粒子の系が相互作用により平衡へと至る場合が挙げられる。